# Michael Foreman (illustrateur)
Pour les articles homonymes, voir Michael Foreman et Foreman.
 (mars 2022).
La mise en forme du texte ne suit pas les recommandations de Wikipédia : il faut le « wikifier ».
Les points d'amélioration suivants sont les cas les plus fréquents. Le détail des points à revoir est peut-être précisé sur la page de discussion.
- Les titres sont pré-formatés par le logiciel. Ils ne sont ni en capitales, ni en gras.
- Le texte ne doit pas être écrit en capitales (les noms de famille non plus), ni en gras, ni en italique, ni en « petit »…
- Le gras n'est utilisé que pour surligner le titre de l'article dans l'introduction, une seule fois.
- L'italique est rarement utilisé : mots en langue étrangère, titres d'œuvres, noms de bateaux, etc.
- Les citations ne sont pas en italique mais en corps de texte normal. Elles sont entourées par des guillemets français : « et ».
- Les listes à puces sont à éviter, des paragraphes rédigés étant largement préférés. Les tableaux sont à réserver à la présentation de données structurées (résultats, etc.).
- Les appels de note de bas de page (petits chiffres en exposant, introduits par l'outil «  Source ») sont à placer entre la fin de phrase et le point final[comme ça].
- Les liens internes (vers d'autres articles de Wikipédia) sont à choisir avec parcimonie. Créez des liens vers des articles approfondissant le sujet. Les termes génériques sans rapport avec le sujet sont à éviter, ainsi que les répétitions de liens vers un même terme.
- Les liens externes sont à placer uniquement dans une section « Liens externes », à la fin de l'article. Ces liens sont à choisir avec parcimonie suivant les règles définies. Si un lien sert de source à l'article, son insertion dans le texte est à faire par les notes de bas de page.
- La présentation des références doit suivre les conventions bibliographiques. Il est recommandé d'utiliser les modèles {{Ouvrage}}, {{Chapitre}}, {{Article}}, {{Lien web}} et/ou {{Bibliographie}}. Le mode d'édition visuel peut mettre en forme automatiquement les références.
- Insérer une infobox (cadre d'informations à droite) n'est pas obligatoire pour parachever la mise en page.

Pour une aide détaillée, merci de consulter Aide:Wikification.
Si vous pensez que ces points ont été résolus, vous pouvez retirer ce bandeau et améliorer la mise en forme d'un autre article.
Michael Foreman (né le 21 mars 1938) est un auteur et illustrateur britannique, l'un des créateurs de livres pour enfants les plus connus et les plus prolifiques. Il a remporté les médailles Kate Greenaway de 1982 et 1989 pour l'illustration de livres pour enfants britanniques et il a été cinq fois récompensé.
Il a été nommé au Royaume-Uni en 1988 et à nouveau en 2010 pour le prix biennal international Prix Hans-Christian-Andersen, la plus haute distinction offerte aux créateurs de livres pour enfants, dans la Catégorie Illustration.

## Biographie
Il est né et a grandi à Pakefield, près de Lowestoft, Suffolk, où sa mère tenait la boutique du village,. Son père est décédé un mois avant sa naissance. Quand il avait trois ans, la maison familiale a été détruite dans un bombardement, mais il a survécu avec sa mère et ses deux frères aînés. Il a étudié à la Lowestoft School of Art, puis à Londres au Royal College of Art, où il a remporté une bourse pour les États-Unis.

## Approche de l'illustration
Foreman a appris à répondre instantanément au texte en tant qu'étudiant en art. Après avoir dessiné pour les journaux et pour la police, dessiné des suspectes alors que les portraits-robots ne s'adressaient qu'aux hommes, il a acquis une précieuse expérience du dessin. Une bourse de voyage l'a emmené partout dans le monde, dessinant des paysages, de l'architecture et de la faune. Bien que nombre de ses livres présentent des aquarelles lumineuses, c'est le dessin qu'il considère comme essentiel : « Tout est dans le dessin et l'illustration. Il s'agit de créer un autre monde, crédible en soi. Je pense que j'ai eu beaucoup de chance d'avoir commencé une école d'art si jeune quand ils enseignaient l'art. C'était une formation rigoureuse - pas seulement de la peinture et du dessin d'après nature - mais des heures d'anatomie et de perspective. ... cela vous a vraiment appris à comprendre ce que vous regardiez."  Son but dans l'illustration est de rendre crédibles, réels les mondes créés : « Je continue d'essayer de rendre les choses plus réelles, non pas dans un sens photographique littéral, mais dans un sens émotionnel, racontant une histoire en capturant l'essence de la situation, en lui donnant un peu de sens." 

## Œuvres choisies

### années 1960
- 1961 Comic Alphabets: Their origin, development, nature (illustrateur) Routledge & Kegan Paul  (ISBN 978-0-7100-1939-4), by Eric Partridge
- 1961 The General (illustrateur) Routledge & Kegan Paul, by Jane Charters
- 1962 Poems by Children 1950–61 (illustrateur) Routledge & Kegan Paul
- 1963 The King Who Lived on Jelly (illustrateur) Routledge & Kegan Paul
- 1966 Huit Enfants et un Bebe (illustrateur) Abelard-Schuman
- 1966 Making Music (illustrateur) Longman
- 1966 The Bad Food Guide (illustrateur) Routledge & Kegan Paul
- 1967 I'm for You, and You're for Me (illustrateur) Abelard-Schuman
- 1967 The Perfect Present (author/illustrateur) Hamish Hamilton
- 1967 The Two Giants (author/illustrateur) Brockhampton Press
- 1968 Let's Fight! and Other Russian Fables (illustrateur) Pantheon (U.S.)
- 1968 The Great Sleigh Robbery (author/illustrateur) Hamish Hamilton
- 1969 Essex Poems, 1963–67 (illustrateur) Routledge & Kegan Paul

### années 1970
- 1970 Adam's Balm (illustrateur) Bowmar (U.S.)
- 1970 Horatio (author/illustrateur) Hamish Hamilton
- 1970 The Birthday Unicorn (illustrateur) Gollancz
- 1971 James and the Giant Peach (an adaptation) (illustrateur) Penguin
- 1971 Moose (author/illustrateur) Hamish Hamilton
- 1971 The Living Arts of Nigeria (illustrateur) Studio Vista
- 1973 Alexander in the Land of Mog (illustrateur) Brockhampton Press
- 1973 Mr Noah and the Second Flood (illustrateur) Gollancz
- 1973 The Living Treasures of Japan (illustrateur) Wildwood House
- 1973 The Pushcart War (illustrateur) Hamish Hamilton
- 1974 War and Peas (auteur et illustrateur) Hamish Hamilton
- 1975 Private Zoo (illustrateur) Collinsn
- 1975 Rainbow Rider (illustrateur) Collins
- 1976 Hans Andersen: His Classic Fairy Tales (illustrateur) Gollancz
- 1976 Monkey and the Three Wizards (illustrateur) Collins
- 1976 The Stone Book (illustrateur) Collins
- 1977 Granny Reardun (illustrateur) Collins
- 1977 Panda's Puzzle (author/illustrateur) Hamish Hamilton
- 1977 Teeny-Tiny and the Witch-Woman (illustrateur) Andersen Press
- 1977 Tom Fobble's Day (illustrateur) Collins
- 1978 Borrowed Feathers and Other Fables (illustrateur) Hamish Hamilton
- 1978 Mickey's Kitchen Contest (illustrateur) Andersen Press
- 1978 Popular Folk Tales (illustrateur) Gollancz, newly translated from Brothers Grimm by Brian Alderson —a Greenaway runner up[2]
- 1978 The Aimer Gate (illustrateur) Collins
- 1978 The Princess and the Golden Mane (illustrateur) Collins,
- 1978 The Selfish Giant (illustrateur) Kaye & Ward
- 1979 Alan The Three Golden Heads of the Well (illustrateur) Collins
- 1979 How to Catch a Ghost (illustrateur) Holt (U.S.)
- 1979 The Golden Brothers (illustrateur) Collins
- 1979 Winter's Tales (author) Benn

### années 1980
- 1980 After Many a Summer (illustrateur) Folio Society
- 1980 Alan Garner's Fairytales of Gold (illustrateur) Collins
- 1980 City of Gold and Other Stories from the Old Testament (illustrateur) Gollancz, retold by Peter Dickinson, who won the Carnegie Medal[8] —a Greenaway runner up (Highly Commended)
- 1980 The Faithful Bull (illustrateur) Hamish Hamilton
- 1980 The Pig Plantagenet (illustrateur) Hutchinson
- 1980 The Tiger Who Lost his Stripes (illustrateur) Andersen Press
- 1981 Fairy Tales (illustrateur) Pavilion, by Terry Jones
- 1981 Over the Bridge (illustrateur) Viking Kestrel
- 1981 Panda and the Old Lion (author/illustrateur) Hamish Hamilton
- 1981 The Nightingale and the Rose (illustrateur) Kaye & Ward
- 1981 Trick a Tracker (author/illustrateur) Gollancz
- 1982 Land of Dreams (author/illustrateur) Andersen Press
- 1982 Long Neck and Thunder Foot (illustrateur) Viking Kestrel, by Helen Piers —joint winner of the Kate Greenaway Medal for British children's book illustration[9]
- 1982 Sleeping Beauty and other favourite fairy tales (illustrateur) Gollancz, selected and translated from Perrault and Le Prince de Beaumont by Angela Carter —joint winner of the Greenaway Medal and winner of the Kurt Maschler Award[10] for integration of writing et illustration in a British children's book[11]
- 1982 The Crab That Played with the Sea (illustrateur) Macmillan
- 1982 The Magic Mouse and the Millionaire (illustrateur) Hamish Hamilton
- 1983 A Christmas Carol: A Ghost Story of Christmas (illustrateur) Gollancz
- 1983 Poems for 7-Year-Olds and Under (illustrateur) Viking Kestrel
- 1983 The Brontosaurus Birthday Cake (illustrateur) Methuen
- 1983 The Saga of Erik the Viking (illustrateur) Pavilion, by Terry Jones —a Greenaway runner up
- 1983 Treasure Island (illustrateur) Puffin
- 1984 A Cat and Mouse Love Story (illustrateur) Heinemann Quixote
- 1984 Cat and Canary (author/illustrateur) Andersen Press
- 1984 Panda and the Bunyips (author/illustrateur) Hamish Hamilton
- 1984 Poems for 9-year-olds (illustrateur) Viking Kestrel
- 1984 Poems for Over 10-year-olds (illustrateur) Viking Kestrel
- 1985 Charlie and the Chocolate Factory (illustrateur, revised edition) Allen & Unwin, by Roald Dahl
- 1985 I'll Take You to Mrs Cole (illustrateur) Andersen Press
- 1985 Nicobobinus (illustrateur) Pavilion
- 1985 Poetic Gems (illustrateur) Folio Society
- 1985 Seasons of Splendour: Tales, myths, and legends of India (illustrateur) Pavilion, Madhur Jaffrey —a Greenaway runner up
- 1986 Ben's Box: A Pop-up Fantasy (author/illustrateur) Hodder & Stoughton
- 1986 Charlie and the Great Glass Elevator (illustrateur) Allen & Unwin
- 1986 Early in the Morning: A Collection of New Poems (illustrateur) Viking
- 1986 Letters from Hollywood (illustrateur) Harrap
- 1986 Panda and the Bushfire (author/illustrateur) Hamish Hamilton
- 1986 Tales for the Telling (illustrateur) Pavilion
- 1987 Ben's Baby (author/illustrateur) Andersen Press
- 1987 Brontosaurus Superstar (illustrateur) Magnet
- 1987 du Maurier's Classics of the Macabre (illustrateur) Gollancz
- 1987 Fun (illustrateur) Gollancz
- 1987 Adventures of Charlie and Mr Willy Wonka (illustrateur) Unwin Hyman
- 1987 The Jungle Book (illustrateur) Puffin
- 1988 Edmond Went Far Away (illustrateur) Walker Macmillan
- 1988 The Angel and the Wild Animal (author/illustrateur) Andersen Press
- 1988 The Curse of the Vampire's Socks (illustrateur) Pavilion
- 1988 The Magic Ointment (illustrateur) Macmillan
- 1988 The Night Before Christmas (illustrateur) Viking
- 1988 Peter Pan and Wendy (illustrateur) Pavilion
- 1988 Worms Wiggle (author/illustrateur) Carnival
- 1989 Land of the Long White Cloud (illustrateur) Pavilion
- 1989 Once Upon a Planet (illustrateur) Puffin
- 1989 The Sand Horse (illustrateur) Andersen Press
- 1989 War Boy: a country childhood (author/illustrateur) Pavilion —memoir, winner of the Kate Greenaway Medal, —also entitled War Boy: a wartime childhood[12]

### années 1990
- 1990 Michael Foreman (author/illustrateur) Beetles
- 1990 Michael Foreman's Mother Goose (illustrateur) Walker
- 1990 Michael Foreman's World of Fairy Tales (illustrateur) Pavilion
- 1990 One World (author/illustrateur) Andersen Press
- 1990 The Brothers Grimm: Popular Folk Tales (illustrateur) Gollancz
- 1991 Busy! Busy! Busy! (illustrateur) Andersen Press
- 1991 Michael Foreman's Nursery Rhymes (illustrateur) Walker
- 1991 The Boy Who Sailed with Columbus (author/illustrateur) Pavilion
- 1991 The Puffin Book of Twentieth-Century Stories (illustrateur) Viking
- 1991 The Puffin Book of Twentieth-Century Verse (illustrateur) Viking
- 1991 The Young Man of Cury and Other Poems (illustrateur) Macmillan
- 1992 Fantastic Stories (illustrateur) Pavilion
- 1992 Jack's Fantastic Voyage (author/illustrateur) Andersen Press
- 1992 Spider the Horrible Cat (illustrateur) Pavilion
- 1992 The Arabian Nights (illustrateur) Gollancz
- 1992 The Echoing Green (illustrateur) Viking
- 1992 Wyvern Winter (illustrateur) Andersen Prensiess
- 1993 A Fish of the World (illustrateur) Pavilion
- 1993 Funnybunch: A New Puffin Book of Funny Verse (illustrateur) Viking
- 1993 Grandfather's Pencil (author/illustrateur) Andersen Press
- 1993 The Beast with a Thousand Teeth (illustrateur) Pavilion
- 1993 The Long Weekend (illustrateur) Andersen Press
- 1993 There's a Bear in the Bath (illustrateur) Pavilion
- 1993 War Game (author/illustrateur) Pavilion —a Greenaway runner up
- 1993 Wyvern Spring (illustrateur) Andersen Press
- 1994 Arthur, High King of Britain (illustrateur) Pavilion/The National Trust
- 1994 Dad! I Can't Sleep (author/illustrateur) Andersen Press
- 1994 Sarah and the Sandhorse (illustrateur) Andersen Press
- 1994 The Fly-by-Night (illustrateur) Pavilion
- 1994 The Sea Tiger (illustrateur) Pavilion
- 1994 Wyvern Fall (illustrateur) Andersen Press
- 1994 Wyvern Summer (illustrateur) Andersen Press
- 1995 After the War was Over (author/illustrateur) Pavilion
- 1995 Peter's Place (illustrateur) Andersen Press
- 1995 Shakespeare Stories II (illustrateur) Gollancz
- 1995 Surprise! Surprise! (author/illustrateur) Andersen Press
- 1995 The Little Prince (illustrateur) Pavilion
- 1996 A Child's Garden of Verses (illustrateur) Gollancz
- 1996 Peter Pan and Wendy (illustrateur) Pavilion
- 1996 Robin of Sherwood (illustrateur) Pavilion
- 1996 Seal Surfer (author/illustrateur) Andersen Press
- 1996 The Little Reindeer (author/illustrateur) Andersen Press
- 1996 The Songs My Paddle Sings (illustrateur) Pavilion
- 1996 There's a Bear in the Classroom (illustrateur) Pavilion
- 1997 Creation: Stories from Around the World (illustrateur) Walker
- 1997 Farm Boy (illustrateur) Pavilion
- 1997 Look! Look! (author/illustrateur) Andersen Press
- 1997 The Knight and the Squire (illustrateur) Pavilion
- 1997 The Little Ships (illustrateur) Pavilion
- 1998 Chicken Licken (illustrateur) Andersen Press
- 1998 Cockadoodle-doo Mr Sultana! (illustrateur) Scholastic
- 1998 Jack's Big Race (author/illustrateur) Andersen Press
- 1998 Joan of Arc (illustrateur) Pavilion
- 1999 Kensuke's Kingdom (illustrateur) Heinemann
- 1999 Michael Foreman's Christmas Treasury (author/illustrateur) Pavilion
- 1999 The Little Red Hen (author/illustrateur) Andersen Press
- 1999 The Merrymaid of Zennor (illustrateur) Orchard
- 1999 The Rainbow Bear (illustrateur) Doubleday
- 1999 The Shining Princess and Other Japanese Legends (illustrateur) Andersen Press
- 1999 The Story of Millennia the Angel (illustrateur) Orchard
- 1999 The Wonderful Wizard of Oz (illustrateur) Pavilion

### années 2000
- 2000 Billy the Kid (illustrateur) Pavilion
- 2000 Cat in the Manger (author/illustrateur) Andersen Press
- 2000 Memories of Childhood (author/illustrateur) Pavilion
- 2000 Rock-a-doodle-doo! (author/illustrateur) Andersen Press
- 2000 The Lady and the Squire (illustrateur) Pavilion
- 2000 Why Bear has a Stumpy Tail (illustrateur) Walker
- 2001 Out of the Ashes (illustrateur) Macmillan
- 2001 Saving Sinbad (author/illustrateur) Andersen Press
- 2001 The Wind in the Willows (illustrateur) Pavilion
- 2001 Tom and the Pterosaur (illustrateur) Walker
- 2001 Toro! Toro! (illustrateur) Collins
- 2002 Bedtime Stories (illustrateur) Chrysalis
- 2002 Cool! (illustrateur) Collins
- 2002 Dinosaur Time (author/illustrateur) Andersen Press
- 2002 Evie and the Man who Helped God (author/illustrateur) Andersen Press
- 2002 Michael Foreman's Playtime Rhymes (author/illustrateur) Walker
- 2002 The Last Wolf (illustrateur) Doubleday
- 2002 The Sleeping Sword (illustrateur) Egmont
- 2002 Wonder Goal (author/illustrateur) Andersen Press
- 2003 Bobby, Charlton and the Mountain (illustrateur) Andersen Press
- 2003 Cat on the Hill (author/illustrateur) Andersen Press
- 2003 Hello World (author/illustrateur) Walker
- 2004 Dolphin Boy (illustrateur) Andersen Press
- 2004 Gentle Giant (illustrateur) Collins
- 2004 Sir Gawain & the green knight (illustrateur) Walker
- 2004 Alice's adventures in Wonderland (illustrateur) Sterling
- 2004 One world (author/illustrateur) Anderson Press
- 2004 Christmas crimes (illustrateur) Folio Society
- 2005 Classic fairy tales (illustrateur) Sterling
- 2005 The amazing story of Adolphus Tips (illustrateur) Harper Collins
- 2005 Can't Catch Me!, author/illustrateur, Andersen Press
- 2006 Beowulf, illustrateur, Candlewick
- 2006 Fox Tale, author/illustrateur, Andersen Press
- 2006 Mia's Story, author/illustrateur, Walker
- 2006 Norman's Ark, author/illustrateur, Andersen Press
- 2007 Michael Foreman's Classic Fairy Tales, adapter/illustrateur, Pavilion
- 2007 Say Hello, illustrateur, Walker
- 2007 Soggy the Bear, illustrateur, Mabecron Books
- 2007 Soggy to the Rescue, illustrateur, Mabecron Books
- 2007 Team Trouble, illustrateur, Andersen Press
- 2007 The Mozart Question, illustrateur, Walker
- 2007 White Owl, Barn Owl, illustrateur, Candlewick
- 2008 Kaspar, illustrateur, HarperCollins
- 2008 Soggy and the Mermaid, illustrateur, Mabecron Books
- 2008 The Lion Who Ate Everything, illustrateur, Walker
- 2008 The Little Dinosaur, author/illustrateur, Walker
- 2009 A Child's Garden: A Story of Hope, author/illustrateur, Walker
- 2009 Pirates Ahoy!, illustrateur, Andersen Press
- 2009 The Littlest Dinosaur's Big Adventure, author/illustrateur, Walker
- 2010 Why the Animals Came to Town, author/illustrateur, Walker
- 2015 The Tortoise and the Soldier, author/illustrateur, Henry Holt
- 2021 Noa and the Little Elephant, author/illustrateur, HarperCollins Children's Books in association with Tusk Trust[13]

## Prix et distinctions
- 2010 : Sélection Prix Hans-Christian-Andersen[3], catégorie Illustrateur
- 1997 Nestlé Smarties Book Prize (Prix d'argent)
- 1996 : (international) « Honour List »[14] de l'IBBY pour War Game
- 1993 Prix du livre Nestlé Smarties (Prix d'or)
- 1989 Médaille Kate Greenaway
- 1988 : Sélection Prix Hans-Christian-Andersen, catégorie Illustrateur[réf. souhaitée]
- 1982 Médaille Kate Greenaway
- 1982 Prix Kurt Maschler
- 1980 Prix du graphisme de la Foire du livre pour enfants de Bologne
- 1977 Prix Francis Williams pour l'illustration
- 1977 Prix d'illustration de la Bibliothèque nationale d'art
- 1972 Prix Aigle d'Argent du Festival International du Livre
- 1972 Prix d'illustration de la Bibliothèque nationale d'art
- 1971 Prix Francis Williams pour l'illustration